# 사부 (프로레슬링 선수)
테리 마이클 브론크(Terry Michael Brunk, 1964년 12월 12일 ~ 2025년 5월 11일)는 사부(Sabu)라는 이름으로 많이 알려진 과거 ECW에서 활동한 프로레슬링선수다.
1985년에 프로레슬링에 입문했으며 ECW시절 통산 2회 ECW 월드 챔피언에 등극하였었다. 잠시 WWE에서 활동한적도 있었는데 2006년 WWE에 ECW의 브랜드가 탄생하였을 때 ECW의 오리지널 세력으로 활동을 했다. 2007 로얄 럼블에도 참가하였지만 케인에 의해 탈락하였으며 레슬매니아 23에서는 랍 밴 댐, 샌드맨, 타미 드리머와 팀을 이루어 NEW ECW팀과 경기를 하여 승리하기도 했다. 이후 2007년 5월 ECW에서 방출 당했다. 피니쉬로는 아라비안 페이스 버스터, 아라비안 스컬 크러셔, 아라비안 클런치 등이 있다.
2025년 4월 18일 사부는 게임 체인저 레슬링(Game Changer Wrestling)의 조이 자넬라의 스프링 브레이크 9(Joey Janela's Spring Break 9)에서 은퇴 경기를 가졌으며, 그로부터 3주 후 세상을 떠났다.

## 수상
- NWA 월드 헤비웨이트 챔피언 1회
- ECW 월드 헤비웨이트 챔피언 2회
- ECW 월드 텔레비전 챔피언 1회
- ECW 월드 태그팀 챔피언 3회
- ECW 2대 트리플 크라운